# Проект устранения цифрового неравенства
Цифровое неравенство — социальная проблема, обозначающая разрыв в доступности и качестве использования информационных и коммуникационных технологий (ИКТ) среди различных групп населения. Проекты, направленные на уменьшение цифрового неравенства, стремятся обеспечить равный доступ к цифровым ресурсам, повысить компетентность пользователей и создать условия для полноценного участия в информационном обществе.

### Цели проектов
Проекты по борьбе с цифровым неравенством направлены на достижение следующих основных целей:
- Обеспечение технического доступа к ИКТ для малообеспеченных и отдалённых регионов.
- Повышение уровня цифровой грамотности среди всех слоёв населения.
- Разработка инклюзивного программного обеспечения.
- Содействие в интеграции цифровых навыков в систему образования.

### Пример проектов
В мире реализуются многочисленные государственные и частные проекты по преодолению цифрового неравенства. Например:
- В Евросоюзе действует стратегия “Цифровая программа для Европы”, которая направлена на стимулирующее развитие ИКТ для всех слоев населения.[1]
- В России программа “Информационное общество (2011–2020 гг.)” ставит своей задачей создание условий для доступа к высокоскоростным интернет-услугам.[2]

### Методология
Для достижения поставленных задач используются следующие методологические подходы:
1. Сбор данных о текущем состоянии дел в сфере ИКТ через опросы и аналитические отчеты.
2. Анализ полученной информации для выявления “цифровых делинквентов” — людей или сообществ, острее всего нуждающихся в помощи.
3. Разработка конкретных программ и инструментарий, направленных на ликвидацию замеченного недостатка: это могут быть как тренинги по повышению компетентности, так и стратегии по расширению инфраструктуры.